# Conor Gillaspie
Conor Michael Gillaspie (né le 18 juillet 1987 à Omaha, Nebraska, États-Unis) est un ancien joueur de troisième but de la Ligue majeure de baseball.

## Carrière

### Giants de San Francisco
Conor Gillaspie est le choix de première ronde (37e joueur sélectionné au total) des Giants de San Francisco en 2008.
Le frappeur gaucher apparaît dans 8 parties à la fin de saison 2008 de la MLB. Il est utilisé en défensive comme joueur de troisième but dans deux parties et est appelé à jouer le rôle de frappeur suppléant. Il joue son premier match le 9 septembre et termine la saison avec 7 présences au bâton. Il frappe son seul coup sûr, le premier de sa carrière dans les grandes ligues, justement comme frappeur suppléant, le 16 septembre aux dépens de Dan Haren des Diamondbacks de l'Arizona.
Gillaspie passe l'année 2009 en ligues mineures, où il s'aligne avec les Giants de San Jose, un club-école de l'équipe de San Francisco. En 126 parties, il frappe dans une moyenne au bâton de ,286 avec 67 points produits.
Après plus de deux années dans les mineures, Gillaspie obtient une nouvelle chance dans les majeures avec les Giants le 6 juin 2011. Rétrogradé après quelques matchs, il est de retour avec le grand club en septembre. Le 27 septembre, il frappe contre Esmil Rogers des Rockies du Colorado son premier coup de circuit dans les majeures, un coup à l'intérieur du terrain, réussi de surcroît malgré le fait qu'il ait trébuché en contournant le troisième coussin. Gillaspie maintient une moyenne au bâton de ,263 en 16 parties des Giants en 2011. Il produit deux points.
Il passe la saison 2012 dans les mineures à Fresno et n'est rappelé que pour cinq matchs des Giants, au cours desquels il récolte deux points produits.

### White Sox de Chicago
Le 22 février 2013, San Francisco échange Gillaspie aux White Sox de Chicago pour le lanceur droitier des ligues mineures Jeff Soptic.
Gillaspie joue deux saisons entières au troisième coussin pour les White Sox. En 2013, il frappe pour ,245 de moyenne au bâton en 134 matchs avec 13 circuits. La saison suivante, il élève sa moyenne à ,282 en 130 matchs joués, frappe 7 circuits et réalise de nouveaux records personnels pour les coups sûrs (131), les doubles (31), les points marqués (50) et les points produits (57).
Il maintient une moyenne au bâton de ,237 en 58 matchs des White Sox en 2015 avec 3 coups de circuits avant d'être échangé. 

### Angels de Los Angeles
Le 31 juillet 2015, les White Sox échangent Gillaspie aux Angels de Los Angeles. Il frappe un circuit en 17 matchs des Angels en 2015, terminant sa saison avec au total 4 circuits, 24 circuits et une moyenne au bâton de ,228.

### Retour à San Francisco
En février 2016, Gillaspie signe un contrat des ligues mineures avec sa première équipe, les Giants de San Francisco.